# Ambodirano
Ambodirano (também conhecido como Ambodirano-Andaingo) é uma pequena aldeia em Madagáscar. Com uma população de 1.300 habitantes, a principal fonte de renda da vila vem da agricultura tradicional. A Rota Nacional 44 serve como a principal artéria que liga a aldeia de Ambodirano às cidades de Moramanga (no sul) e Ambatondrazaka (no norte). Um dos maiores problemas que a população de Ambodirano enfrenta é a falta de água potável; os aldeões não têm acesso a água potável. Somando-se a isso, a maioria da população não tem acesso a qualquer tipo de instalação sanitária; esta situação causa doenças como diarréia e tuberculose.

## Município
Ambodirano faz parte do município de Andaingo.